# Мартин-гик
Мартин-гик (на английски: Martingale boom от на френски: Martingale букв. – ремъка от юздата към подпругата) – рангоутно дърво, окачено вертикално под външния нок на бушприта. Нока на мартин-гика е обърнат надолу. Служи за разноса на снастите на стоящия такелаж – утлегар-щагове, бом-утлегар-щаговете и мартин-бакщаговете. Остарялото име на мартин-гика е „изстрел на бушприта“.
Понякога на големите съдове (например, на кораба „Цесаревич“) са поставяни по два мартин-гика, разположени един към друг под някакъв ъгъл.